# Craspedia adenophora
Craspedia adenophora là một loài thực vật có hoa trong họ Cúc. Loài này được K.L.McDougall & N.G.Walsh mô tả khoa học đầu tiên năm 2008.